# AEK Athen
AEK Athen (griechisch Αθλητική Ένωση Κωνσταντινουπόλεως Athlitiki Enosi Konstantinoupoleos, deutsch ‚Sportvereinigung Konstantinopel‘), abgekürzt AEK, ist ein traditionsreicher griechischer Sportverein, der mehrere Abteilungen unterhält.

## Geschichte
Die Athlitiki Enosi Konstantinoupoleos wurde am 13. April 1924 in Athen gegründet und ist eigentlich der Sportverein derjenigen Griechen, die zuvor (1919–1923) durch die Kleinasiatische Katastrophe und den darauf folgenden Vertrag von Lausanne aus Kleinasien und insbesondere aus Konstantinopel vertrieben wurden. Die Neuankömmlinge wollten ihrer Mannschaft eine Symbolik verleihen, die an die glorreiche Vergangenheit ihres Herkunftsortes erinnern sollte. So wählten sie als Wappenzeichen den byzantinischen Doppelkopf-Adler in seinen ursprünglichen Farben Gold(-gelb) und Schwarz aus, wie ihn bis heute auch die Flagge der griechisch-orthodoxen Kirche trägt. Die Bezeichnung „Enosi“ (Vereinigung) wurde im Namen bewusst gewählt, weil die Mannschaft aus den nach Athen geflohenen Mitgliedern mehrerer konstantinopolitanischer Mannschaften, wie der AS Pera (bekannter als Pera Club (Πέρα Club)), Hephaistos (Ήφαιστος), Enosi Tataulon (Ένωση Ταταούλων) u. a. gebildet wurde. Inoffiziell sieht sich AEK – wie auch PAOK – als Nachfolger von Pera Club, das den größten Bestandteil der neuen Mannschaften ausmachte.
Pera Club wurde nach dem Stadtteil Pera (heute Beyoğlu) von Konstantinopel benannt, wo auch sein Sitz lag. Das Team wurde ursprünglich im Jahr 1881 (andere Quellen: 1875, 1885 oder 1886) unter dem Namen Ermis (Ερμής) gegründet. Um 1921 (andere Quelle: 1913) musste unter dem Druck der türkischen Regierung der griechische Name erlöschen, so entstand daraus der – schon kurz danach international bekannte – AS Pera. Er wurde von damaligen Medien als die „griechische Mannschaft der Türkei“ bezeichnet, in seiner Heimat erspielte das erstklassige Team damals den Meistertitel 1922. Gleich darauf erfolgte der nach dem Lausanne-Vertrag erzwungene Völkeraustausch, und der griechische Stamm zerfiel größtenteils. Die Mannschaft wurde weiterhin von den wenigen hinterbliebenen Griechen und von Türken dieses Viertels gepflegt und besteht unter dem türkischen Namen Beyoğluspor heute noch in Istanbul.
Auch in Athen wurde parallel zu AEK, gleichzeitig (1924) und mit den gleichen Vereinsfarben und Wappen von einigen der Flüchtlinge ein Team namens AO Pera Klub (ΑΟ Πέρα Κλουμπ) gegründet, das jedoch weder an die Erfolge seines Mutter- noch seines Schwestervereins anknüpfen konnte.
Im Folgejahr (1925) wurde auch in Thessaloniki von dort angesiedelten Flüchtlingen gleicher Herkunft eine Mannschaft namens AEK gegründet, die um 1929 zum seit 1926 gegründeten PAOK fusionierte.
Der AEK wuchs über die Jahre hinweg zu einem der größten Sportvereine Griechenlands. Weitere Abteilungen wurden gegründet, die jüngsten sind die Anfang 2016 entstandenen Sparten für Turnen, Schwimmsport, Gewichtheben, Triathlon, Taekwondo, Ringkampf, Jiu Jitsu, Tennis, Badminton und Rugby.
Zu den erfolgreichsten und größten Abteilungen zählen diese:

## Fußball
Nach dem Abstieg 2013 aus der Super League meldete der Verein am 15. Mai 2013 Insolvenz an und startete die Saison 2013/14 in der drittklassigen Football League 2. Dort gelang unter dem Trainer Traianos Dellas auf Anhieb der Durchmarsch mit zwei Aufstiegen zurück in die Super League. In der ersten Spielzeit nach dem Wiederaufstieg (2015/16) gewann AEK den griechischen Fußballpokal. 2017/18 wurde man dann schließlich zum 12. Mal griechischer Meister und durfte in der UEFA Champions League 2018/19 antreten. Nach Siegen über Celtic Glasgow und den Vidi FC nahm man zum ersten Mal seit der Saison 2006/07 wieder an der Gruppenphase teil. In der Gruppenphase traf AEK auf FC Bayern München, Benfica Lissabon und Ajax Amsterdam.

### Stadion
Die Mannschaft trug ihre Spiele im 1930 erbauten Nikos-Goumas-Stadion, damals und bis 1991 noch Nea-Filadelfia-Stadion genannt, aus. Nach einem Umbau von 1985 bis 1987 wurde die Kapazität des Stadions auf 36.766 Zuschauer erhöht. Während des Erdbebens 1999 erlitt das Stadion beträchtliche Schäden und wurde schließlich 2003 samt der anliegenden Sporthalle Georgios Moschos abgerissen, um für ein neues Stadion Platz zu machen, das auch als Trainingsstätte des Fußballturniers der Olympischen Spiele 2004 dienen sollte. Im Verlauf der Olympia-Vorbereitungen wurde schließlich das Stadion vom olympischen Infrastruktur-Projekt gestrichen und durch das Karaiskakis-Stadion ersetzt. Pläne einer Neukonstruktion an derselben Stelle und aus Eigeninitiative der Mannschaftsvorsitzenden erhielten vorerst Widerstand von Umweltschützern und Bewohnern der Stadtgemeinde Nea Filadelfia. Daneben scheiterten die Pläne gleichzeitig an den aktuellen Baubedingungen, die die Verteilung einer Baugenehmigung nicht ohne gesetzliche Ausnahmeregelung ermöglichen. Alternative Bauflächen wurden aufgesucht, um sich schließlich zu einem staatlichen Grundstück in Ano Liossia zu einigen, für dessen Übergabe sowie die finanziellen Bedingungen auch ein Memorandum zwischen dem Finanzminister Giorgos Alogoskoufis und dem Vereinspräsidenten Demis Nikolaidis unterzeichnet wurde. Dennoch gab es weitere Kontroversen, diesmal auch von Seiten der Fans, welche die historische Verknüpfung zum ursprünglichen Standort nicht aufgeben wollten und für eine neue Sportstätte an gleicher Stelle in Nea Filadelfia, auch wenn das Ausmaß kleiner ausfallen müsse, appellierten. Da auch die Finanzierung dieses kostspieligen Projekts noch von Unklarheiten umwoben war, wurde dieser Plan schließlich aufgegeben. Daher spielte AEK ab 2004 im Olympiastadion von Athen.
Anfang August 2014 überwand AEK eine wichtige Hürde auf dem Weg zu einem neuen Stadion. Das griechische Parlament gab sein Einverständnis für den Beginn der konkreten Planung für den Stadionneubau. Zusätzlich sprach man dem Fußballclub eine dem Grundstück angrenzende Fläche von 0,25 Hektar zu, die für den Bau nötig war. Die neue „OPAP Arena“ mit 33.000 Plätzen ist im Stadtteil Nea Filadelfia an der Stelle des alten Stadions entstanden und hat 65 Millionen Euro netto (ca. 80 Millionen brutto) gekostet. Der Bau begann im Juli 2017 und die neue Spielstätte, deren markante Architektur byzantinische Einflüsse beinhaltet, wurde Ende September 2022 eröffnet.

### Kader 2024/25
Stand: 8. Januar 2025
| Nr. |                     | Position | Name              |
| --- | ------------------- | -------- | ----------------- |
| 1   | Albanien            | TW       | Thomas Strakosha  |
| 2   | Kamerun             | AB       | Harold Moukoudi   |
| 3   | Griechenland        | AB       | Stavros Pilios    |
| 4   | Polen               | MF       | Damian Szymański  |
| 5   | Marokko             | ST       | Nordin Amrabat    |
| 6   | Danemark            | MF       | Jens Jønsson      |
| 7   | Trinidad und Tobago | ST       | Levi García       |
| 8   | Serbien             | MF       | Mijat Gaćinović   |
| 9   | Argentinien         | ST       | Erik Lamela       |
| 11  | Mauretanien         | ST       | Aboubakary Koita  |
| 12  | Griechenland        | AB       | Lazaros Rota      |
| 13  | Mexiko              | MF       | Orbelín Pineda    |
| 14  | Haiti               | ST       | Frantzdy Pierrot  |
| 16  | Griechenland        | ST       | Sotiris Tsiloulis |
| 18  | Peru                | AB       | Alexander Callens |

| Nr. |              | Position | Name                 |
| --- | ------------ | -------- | -------------------- |
| 19  | Schweden     | MF       | Niclas Eliasson      |
| 20  | Griechenland | MF       | Petros Mantalos      |
| 21  | Kroatien     | AB       | Domagoj Vida         |
| 22  | Spanien      | ST       | Paolo Fernandes      |
| 23  | Kroatien     | MF       | Robert Ljubičić      |
| 24  | Griechenland | AB       | Gerasimos Mitoglou   |
| 26  | Frankreich   | ST       | Anthony Martial      |
| 28  | Iran         | AB       | Ehsan Hajsafi        |
| 29  | England      | AB       | Moses Odubajo        |
| 37  | Argentinien  | MF       | Roberto Pereyra      |
| 69  | Griechenland | TW       | Dimitrios Goumas     |
| 81  | Griechenland | TW       | Angelos Angelopoulos |
| 91  | Italien      | TW       | Alberto Brignoli     |
| 99  | Griechenland | TW       | Georgios Theocharis  |
| -   | Osterreich   | TW       | Cican Stankovic      |

### Trainer
Der Trainer Fernando Santos trat im Mai 2006 zurück und wechselte zu Benfica Lissabon. Sein Nachfolger wurde der Spanier Llorenç Serra Ferrer. Nach sportlichen Misserfolgen und aufgrund eines angespannten Verhältnisses zur Mannschaft wurde Ferrer im Februar 2008 entlassen. Nikos Kostenoglou, ein ehemaliger Spieler, der unter Ferrer schon Co-Trainer war, trainierte die Mannschaft bis zum Saisonende. Zur Saison 2008/09 übernahm Georgios Donis, der vorher beim AE Larisa tätig war, das Traineramt. Ihn löste im November 2008 Dušan Bajević ab, der damit bereits zum dritten Mal Vereinstrainer von AEK wurde. Bajević trat im September 2010 nach einem schlechten Saisonstart vom Trainerposten zurück. Manuel Jiménez Jiménez, der ehemalige Trainer des FC Sevilla, bekam den Job und erhielt einen Vertrag bis 2012, allerdings wurde er bereits Anfang Oktober 2011 entlassen und bis zum Saisonende durch den ehemaligen Spieler Nikos Kostenoglou ersetzt, der bereits am Ende der Saison 2007/08 als Interimstrainer fungierte. Zum Beginn der nächsten Saison übernahm das Ruder des Vereins mit Vangelis Vlachos ein weiterer ehemaliger AEK-Akteur. Nach einem schlechten Start in die Saison 2012/13 wurde Vlachos von seinen Aufgaben entbunden und der deutsche Trainer Ewald Lienen als neuer Trainer und sportlicher Leiter vorgestellt. Lienens Vertrag wurde am 9. April 2013 drei Spieltage vor Saisonende und nach einer kleinen Negativserie vorzeitig vom Vorstand aufgelöst; der Verein hatte allerdings die Trennung zum Ende der Saison 2012/2013 schon im Vorfeld angekündigt.
Zur Saison 2013/14 übernahm den nun Drittligisten der ehemalige Spieler und frisch ausgebildete Trainer Traianos Dellas. Nach dessen Rücktritt im Oktober 2015 übernahm Gus Poyet den Trainerposten. Am 20. April 2016 gab der Verein die sofortige Trennung von Poyet bekannt, nachdem dieser mit Journalisten über einen Weggang gesprochen, AEK aber nicht informiert hatte. Sein Nachfolger zur Saison 2016/17 wurde der Georgier Temur Kezbaia, der bereits im Oktober 2016 von José Morais abgelöst wurde. Die Zeit des Portugiesen bei AEK dauerte nur ca. drei Monate, im Januar 2017 wurde er durch Manuel Jiménez Jiménez ersetzt, der damit das zweite Mal AEK-Trainer ist.
Von 2022 an war der argentinische Trainer Matías Almeyda bei AEK unter Vertrag. Die Zusammenarbeit wurde nach der Saison 2024/2025 beendet und AEK engagierte als Nachfolger den serbischen Trainer Marko Nikolić.

### Titel/Statistik
- Griechischer Meister (13×): 1939, 1940, 1963, 1968, 1971, 1978, 1979, 1989, 1992, 1993, 1994, 2018, 2023
- Griechischer Pokalsieger (16×): 1931, 1939, 1949, 1950, 1956, 1964, 1966, 1978, 1983, 1996, 1997, 2000, 2002, 2011, 2016, 2023
  - Finalist (11×): 1948, 1953, 1979, 1994, 1995, 2006, 2009, 2017, 2018, 2019, 2020
- Griechischer Super Cup (2×): 1989, 1996
  - Finalist (3×): 1992, 1993, 1994
- Griechischer Ligapokal: 1990

### Auswahl ehemaliger Spieler
Griechenland
- Angelos Basinas (2008–2009)
- Vassilios Borbokis (1992–1997, 2002–2004)
- Traianos Dellas (1999–2001, 2005–2008, 2010–2012)
- Vasilis Dimitriadis (1991–1996)
- Grigoris Georgatos (2002–2004)
- Pantelis Kafes (2006–2012)
- Konstantinos Katsouranis (2002–2006)
- Sotirios Kyrgiakos (2008–2009)
- Nikos Liberopoulos (2003–2008, 2010–2012)
- Stelios Manolas (1978–2000)
- Kleanthis Maropoulos (1934–1952)
- Thomas Mavros (1976–1987)
- Kostas Negrepontis (1926–1932)
- Konstantinos Nestoridis (1955–1965)
- Demis Nikolaidis (1996–2003)
- Mimis Papaioannou (1962–1980)
- Alekos Sofianidis (1950–1969)
- Andreas Stamatiadis (1950–1959)
- Vasilios Tsiartas (1993–1996, 2000–2004)
- Tryfon Tzanetis (1933–1950)
- Theodoros Zagorakis (2000–2004)
- Akis Zikos (1998–2002, 2006–2008)

Europa
- Bruno Alves (2004–2005)
- Dušan Bajević (1977–1981)
- Anton Doboș (1996–1998)
- Márton Esterházy (1984–1987)
- Eiður Guðjohnsen (2011–2012)
- Roger Guerreiro (2009–2013)
- Juanfran (2008–2010)
- Daniel Majstorović (2008–2010)
- Mirosław Okoński (1988–1991)
- Håkan Sandberg (1984–1987)
- Toni Savevski (1989–2001)
- František Štambacher (1984)
- Walter Wagner (1974–1977)
- Timo Zahnleiter (1974–1977)

Rest der Welt
- Rodolfo Arruabarrena (2007–2008)
- Ismael Blanco (2007–2011)
- Walter Centeno (2002–2003)
- Néstor Errea (1972–1975)
- Carlos Gamarra (2001–2002)
- Mohamed Kallon (2008)
- Jim Patikas (1985–1993)
- Rivaldo (2007–2008)
- Ignacio Scocco (2008–2011)
- Milton Viera (1977–1979)

### Fans/Ultras
Eine bedeutende Ultra-Bewegung der Männerfußballmannschaft von AEK Athen ist die 1982 gegründete Original 21. Original 21 ist aus einer Spaltung des 1975 als Originaler Bloc 21 (Γνήσια Θύρα 21) gegründeten Fanclubs hervorgegangen, der nach dem Block 21 des heimischen Stadions Nikos Goumas benannt war, aus dem die Mitglieder ihre Mannschaft anfeuerten.

### Damenfußball
Eine Mannschaft wurde zur Saison 1998/1999 gegründet, die in der 2. Liga teilnahm, sich danach aber wieder auflöste.

## Basketball
Die Basketball-Abteilung gehört zu den Top-Teams im griechischen und europäischen Basketball. Neben einer Reihe von nationalen Titeln kann der Verein auch Erfolge auf europäischer Bühne vorweisen. So war AEK der erste griechische Verein überhaupt, der es schaffte, einen europäischen Titel ins Land zu holen: Am 4. April 1968 wurde der haushohe Favorit Slavia Prag vor mehr als 80.000 Zuschauern (noch heute gültiger Weltrekord im Basketball) im Panathinaikon-Stadion mit 89:82 besiegt.

### Erfolge
- Griechischer Meister (13 ×): 1958, 1963, 1964, 1965, 1966, 1968, 1970, 2002, 2018, 2023
- Griechischer Pokalsieger (5 ×): 1981, 2000, 2001, 2018, 2020, 2023
- Griechischer Pokalfinalist (7 ×): 1976, 1978, 1980, 1988, 1992, 1998, 1999
- Saporta Cup (ehemalig Europapokal der Pokalsieger) (2 ×): 1968, 2000
- Champions League: 2018

## Volleyball

### Herren
Ein Volleyballteam hatte AEK schon im Jahr 1927 gegründet, den Spielbetrieb aber wieder eingestellt. Eine erneute Reaktivierung missglückte. Der dritte Anlauf 1982 sollte erfolgreicher verlaufen. Nach der Eingliederung in die 3. Kreisliga Athens gelang der Mannschaft 1985 der Aufstieg in die 2. und im Durchmarsch (1986) auch in die 1. Kreisliga sowie 1987 in die 3. Nationalliga. 1991 stieg das Team ungeschlagen in die 2. Nationalliga auf und im Folgejahr fand es sich sogar in der A2-Liga. Schon im ersten Jahr verpasste man dort die Promotion ins Oberhaus (A1-Liga) erst im Entscheidungsspiel. 1994 war es so weit und die A1-Liga empfing ihr neues Mitglied. Es folgten ein Abstieg (1995) und der sofortige Wiederaufstieg (1996). 1999 erfolgte die erste Teilnahme im europäischen Geschäft und die Teilnahme im griechischen Pokalfinale. Das Jahr 2000 krönte die bisherige Vereinsgeschichte mit der Teilnahme im Final-4 des Europapokals der Pokalsieger und der Eroberung des 3. Platzes (Bronze). Zwei Jahre später (2002) stieg das Team ab, wieder auf (2003) und ab (2004). Der Aufstieg 2006 brachte das Team im Folgejahr bis zu den Play-off-Spielen und den 7. Platz, ein Jahr später (2008) kam aber die erneute Relegation. AEK stieg 2009 wieder in die A1-Liga auf. 2014 gelang es der Mannschaft erstmals, den Ligapokal zu gewinnen.

### Damen
Die Damenabteilung wurde 1995 durch Übernahme eines Lokalvereins, des „AO Alsoupoli“, gegründet. Von der 1. Kreisliga Athen aus dauerte es bis zum Aufstieg (2002) in die A1-Liga sieben Jahre. Dem sofortigen Abstieg (2003) folgte die Rückkehr (2006) zur Erstklassigkeit. Die Saison 2006/2007 – bis dahin die erfolgreichste – brachte den 5. Platz und die Play-off-Teilnahme. Nach dem erneuten Abstieg im Folgejahr (2008) spielt das Team in der A2-Liga. Im Jahr 2012 holte sich das Team die erste Meisterschaft und den Supercup gegen den damaligen Pokalsieger Olympiakos Piräus. Beide Vereine begegneten sich erneut im Finale der Playoffs um die griechische Meisterschaft in den Jahren 2013 und 2014. Zu beiden Spielzeiten hatten die Damen des AEK die Hauptrunde auf dem ersten Rang beendet. Im Finale unterlagen sie jedoch in beiden Finalen dem Olympiakos. Die Meisterschaft 2014/15 machten dann der Olympiakos und der Panathinaikos unter sich aus. Im Finale des heimischen Pokals traf der AEK abermals auf den amtierenden Meister Olympiakos und unterlag diesem klar in 3 Sätzen.

## Handball
Die Abteilung Handball wurde im Sommer 2005 gegründet und angemeldet. Durch die gleichzeitige Fusion mit dem Erstligisten „G.S. Ilioupolis“ wurde die sofortige Teilnahme in der A1-Liga ermöglicht. In der Saison 2006/07 wurde der 4. und nach den Play-offs sogar der 3. Platz und damit die Europateilnahme erreicht. Die Saison 2008/09 bescherte AEK den ersten Titelgewinn, als das Team den griechischen Pokal, somit auch die erneute internationale Teilnahme feiern durfte. In der Saison 2010/11 gelang der erste Meistertitel, 2012/13 wurde sogar das Double aus Pokal und Meisterschaft gewonnen. Auch wenn man die Meisterschaft 2014 an den Diomidis Argos abtreten musste, gelang es sie im Pokalfinale zu schlagen und sich den dritten Pokalerfolg zu sichern.

### Erfolge
- 5× Griechischer Meister: 2011, 2013, 2020, 2021, 2023
- 5× Griechischer Pokalsieger: 2009, 2013, 2014, 2021, 2025
- EHF Challenge Cup/EHF European Cup: Gewinner 2021, Finalist 2018, Finalist 2025

### Ehemalige Spieler
- Thomas Bauer (u. a. TBV Lemgo)
- Cristian Ugalde (u. a. TSV Hannover-Burgdorf)
- Savas Karipidis (u. a. HSG Wetzlar)
- Alexandros Alvanos (u. a. VfL Gummersbach)
- Grigorios Sanikis (u. a. MT Melsungen)
- Konstantinos Tsilimparis (u. a. Stralsunder HV)

## Leichtathletik
AEK betreibt Leichtathletik seit ihrem Gründungsjahr 1924. Zwei der ersten Athleten waren die Mitgründer des Vereins Gebrüder Ionas. Ein erfolgreicher Athlet der 1930er Jahre war der 800-m- bzw. 1500-m-Läufer Grigoris Georgakopoulos, der sich für die Olympischen Spiele 1928 in Amsterdam und 1936 in Berlin qualifizierte, daneben Erfolge bei den Balkanspielen registrieren konnte. Dort krönte er sich mehrmals mit Goldmedaillen im 800-m-Lauf (1931, 1933, 1934, 1935, 1936) und 1500-m-Lauf (1931, 1932, 1934, 1935, 1936). Das größte Talent des Vereins und eines der größten des Landes zur Vorkriegszeit hieß Christos Mantikas. Der aus Chios stammende Athlet bestritt mehrere Disziplinen (400 m Hürden, 110 m Hürden, 400 m, 4 × 400 m, 4 × 100 m), wobei die erste davon sein Spezialgebiet war. Auch er nahm an den Olympiaden von Amsterdam und Berlin teil. In Amsterdam war er Griechenlands Fahnenträger zur Eröffnungsfeier. In Berlin belegte er im 400-m-Hürdenlauf als einziger europäischer Finalist den 6. Platz. Im Halbfinale zuvor erreichte er seine Bestzeit von 53,5 s, die zugleich einen langwährenden nationalen Rekord darstellte. Nationalrekorde erreichte er auch im 400-m-Lauf (50,1 s – September 1936) und im 110-m-Hürdenlauf (14,8 s – Juni 1937). Bei den Europameisterschaften 1934 in Turin gewann er die Bronzemedaille. In den Balkanspielen dominierte er alle Disziplinen, bei denen er teilnahm. Goldmedaillen ergatterte er sich im 400-m-Hürdenlauf (1930, 1933, 1934, 1935, 1936, 1937, 1938), im 110-m-Hürdenlauf (1929, 1930, 1931, 1932, 1933, 1934, 1935, 1936, 1937, 1939, 1940), im 400-m-Lauf (1935, 1936), im 200-m-Lauf (1931), im 4 × 100-m-Staffellauf (1936) und im 4 × 400-m-Staffellauf (1936).
Während der Kriegszeit ließ die Besatzung der Abteilung sowohl quantitativ als auch qualitativ stark nach. Erst 1951 formte sich erneut ein konkurrenzfähiges Team, das die Leichtathletik-Meisterschaft der 2. Liga gewann und in die 1. Liga aufstieg. Dort konnte man zwei Jahre später den 3. Platz holen. Sporadische Erfolge und persönliche Auszeichnungen einiger Athleten zeichnen die Folgejahre aus. Die letzten Jahre versucht das Team sich wieder hochzuarbeiten.

### Erfolge
- Meisterschaft Damen (4 ×): 2011, 2012, 2013, 2014
- Hallenmeisterschaft Damen (3 ×): 2011, 2015, 2016
- Crosslaufmeisterschaft Herren (10 ×): 1937, 1946, 1957, 1958, 1959, 1960, 1961, 1962, 1963, 1964
- Crosslaufmeisterschaft Damen (3 ×): 2010, 2011, 2012
- 3. Platz der griechischen Leichtathletik-Meisterschaft (2 ×): 1953, 2006

## Fechten
Fechtsport wird bei AEK seit 1996 getrieben. Die Abteilung (Herren und Damen aller Altersklassen) spezialisiert sich im Säbelfechten, wo sie sehr bald zur einheimischen Top-Liga vorgestoßen ist und einige Erfolge nachweisen kann.
Im Damensäbel konnte die A-Juniorin Arianna Sakellariou in Veranstaltungen des European Cadet Circuit der Saison 2011/12 einen ersten Platz (Göppingen, 9.–11. Dezember 2011) und zwei zweite Plätze erringen und den dritten Platz dieser Saison in der europäischen Rangliste ihrer Altersklasse erreichen. Die ebenso A-Juniorin Theodora Goudoura erreichte 2012/13 zwei zweite Plätze in Cadet Circuits und einen zweiten Platz in der Junioren-WM. 2013/14 gelangen ihr ein erster und ein dritter Platz in Cadet Circuits sowie der dritte Platz in der Junioren-EM, was ihr insgesamt den zweiten Platz dieser Saison in der europäischen Junioren-Rangliste verlieh.

### Erfolge
- Griechischer Meister im Säbelfechten Damen (3 ×): 2012, 2013, 2014
- 3. Platz (Bronze) der griechischen Meisterschaft im Mannschaftskampf (5 ×): 2002, 2004, 2005, 2006, 2007.

## Boxsport
Die Boxabteilung von AEK besteht seit 1969. Auch sie hat die Vereinsgeschichte mit Erfolgen bereichert.
- Griechischer Meister (sechsmal): 1978, 1980, 1995, 1999, 2000, 2006
- Griechischer Jugendmeister (einmal): 2001

## Radsport
Die Radsportabteilung von AEK ist sehr langlebig und traditionsreich. Sie wurde 1929 gegründet.
Neben einer Großzahl persönlicher Auszeichnungen ihrer Athleten konnte AEK folgende Titel gewinnen:
- Griechischer Meister (zehnmal): 1960, 1961, 1962, 1964, 1965, 1966, 1968, 1975, 1979, 1981
- Griechischer Meister Straßenradrennen (zwölfmal): 1960, 1961, 1964, 1966, 1968, 1974, 1975, 1976, 1977, 1979, 1981, 1994
- Griechischer Meister Hallenradrennen (siebenmal): 1960, 1961, 1962, 1964, 1965, 1966, 1975
- Griechischer Meister im Mannschaftszeitfahren 1979

## Schach
Die Schachabteilung besteht seit 2005. Erste Erfolge und den sofortigen Durchmarsch zur Erstklassigkeit konnte AEK bereits feiern.
- Meister der 2. Attika-Liga (2006)
- Meister der 1. Attika-Liga (2007)
- Meister der 3. Nationalliga (2008)
- Meister der 2. Nationalliga (2009)
- Griechischer Pokalfinalist (2006)
- Gewinner des Attika-Pokals (2006)

## Hallenfußball
Die neueste Abteilung von AEK wurde 2008 mittels einer Zusammenarbeit/Fusion mit dem Verein „OF Gerakas“ ins Leben gerufen. Das Team startete von der 2. Liga aus, wo es gleich im Auftakt seine Staffel gewinnen und mittels Play-off-Spielen den Aufstieg in die 1. Liga erspielen konnte.
- Griechischer Meister: 2019, 2020[18]

## Tischtennis
AEK pflegte die Sportart von den 1950ern bis Mitte der 1980er Jahre. 1959 konnten die Erstligisten sowohl der Männer- als auch der Jugendabteilung den 3. Platz belegen. Im Sommer 2009 wurde die Abteilung erneut ins Leben gerufen.